# دوگانه (فوتبال)
دوگانه در فوتبال، دستاورد قهرمانی در دسته برتر یک کشور و مسابقات جام اولیه آن در همان فصل است. فهرست‌های این مقاله این تعریف از یک دوگانه را بررسی می‌کنند، در حالی‌که بخش‌های مشتق، موارد بسیار کمتر قاره‌ای را بررسی می‌کنند. دوگانه همچنین می‌تواند به معنای شکست دادن یک تیم در خانه و خارج از خانه در یک فصل لیگ باشد، کاری که اغلب به‌عنوان انجام دو برابر بر روی یک حریف خاص یاد می‌شود.

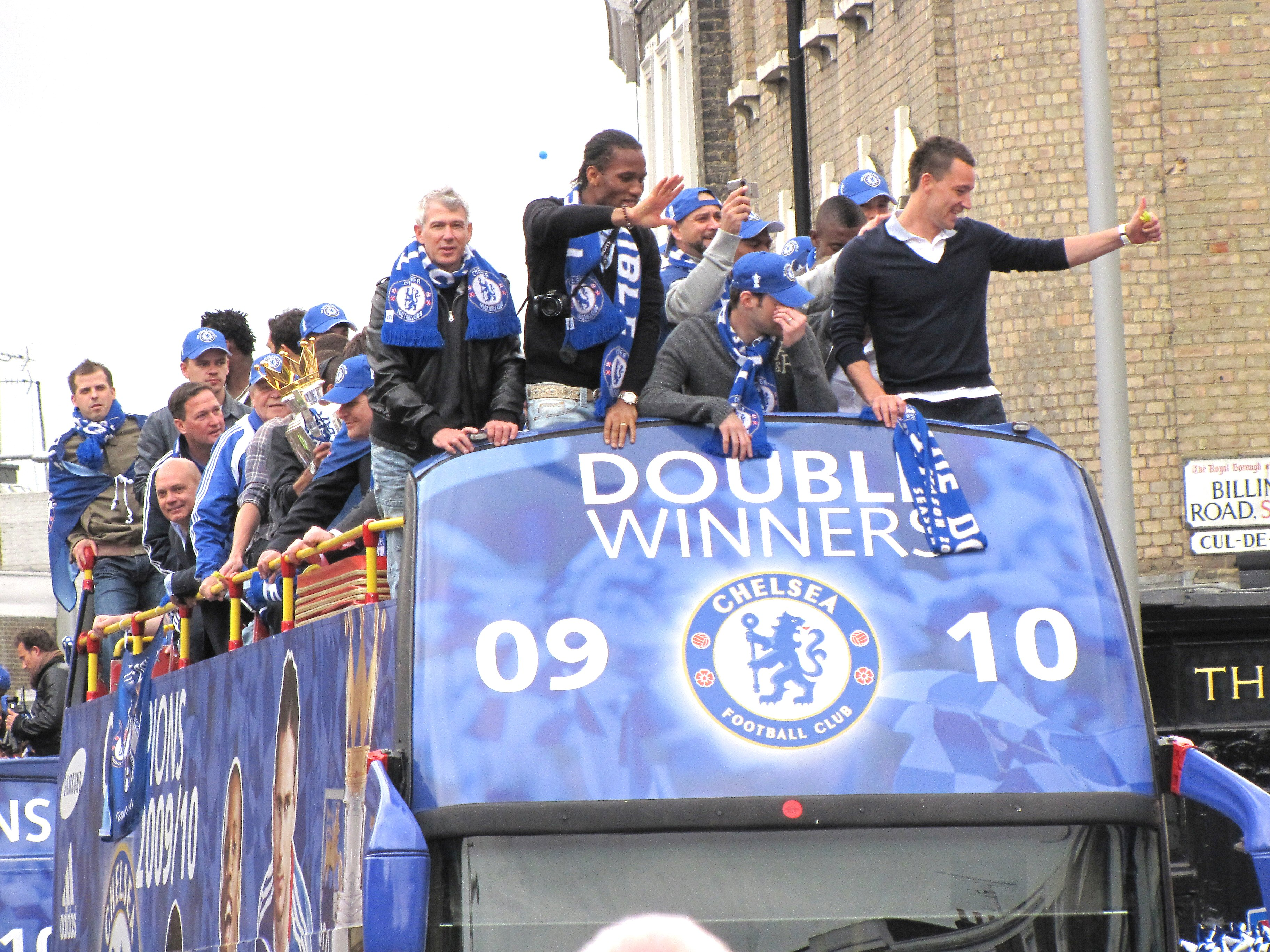
تیم برنده دوگانه چلسی در سال ۲۰۱۰

اولین باشگاهی که موفق به کسب دوگانه شد، پرستون نورث اند در سال ۱۸۸۹ بود که در فصل افتتاحیه لیگ، جام حذفی و لیگ فوتبال را به‌دست آورد. تیمی که رکورد بیشترین دوگانه را در اختیار دارد، باشگاه فوتبال لینفیلد ایرلند شمالی با مجموع ۲۵ بار است.